# Kaye A. de Ruiz
Pour les articles homonymes, voir Ruiz.
Kaye A. de Ruiz est une mathématicienne et enseignante qui a passé la majeure partie de sa carrière à enseigner le calcul infinitésimal et les statistiques à l'Académie de l'armée de l'air des États-Unis.

## Formation
De Ruiz obtient son baccalauréat ès sciences du Southern Oregon College et une maîtrise ès sciences de l'Université d'État de l'Oregon. Tout en travaillant à la faculté de l'Air Force Academy en tant qu'instructrice, elle obtient un doctorat en statistiques appliquées à l'Université de Californie à Riverside en 1990 ; sa thèse intitulée A Mathematical Model for a Paired Comparison Experiment on a Continuum of Response (Un modèle mathématique pour une expérience de comparaison par paires sur un continuum de réponse), est supervisée conjointement par Robert J. Beaver et Barry Arnold.

## Carrière d'enseignante
De Ruiz occupe son premier poste d'enseignante à la Roseburg High School de Roseburg, Oregon, où elle se concentre sur la connexion des concepts mathématiques à leurs utilisations pratiques en invitant des professionnels locaux dans sa classe. Elle enseigne également des cours pour adultes à la base aérienne de Misawa au Japon et, à partir de 1982, commence à enseigner à l'Académie de l'armée de l'air des États-Unis, en tant que directrice du cours de calcul différentiel à l'Académie. Elle enseigne également plusieurs cours de statistiques à l'Académie, en mettant l'accent sur la façon dont les étudiants peuvent appliquer les mathématiques pour résoudre des problèmes rencontrés en dehors de la classe. De Ruiz passe également quelque temps en tant que chef de la division des statistiques à l'Académie.

## Distinction
De Ruiz reçoit en 1994 le prix Louise Hay de l'Association for Women in Mathematics pour ses contributions à l'enseignement des mathématiques.